# Cnemaspis assamensis
Cnemaspis assamensis là một loài thằn lằn trong họ Gekkonidae. Loài này được Das & Sengupta mô tả khoa học đầu tiên năm 2000.